# Underneath Your Clothes
"Underneath Your Clothes" é uma canção da artista musical colombiana Shakira, para o seu quinto álbum de estúdio e primeiro em língua inglesa, Laundry Service (2001). A Power ballad foi o segundo single em língua inglesa lançado no álbum; sendo lançado em fevereiro de 2002. Possui letras de Shakira com música e produção da cantora e Lester Mendez. Liricamente, a música conta a história do amor incondicional que uma mulher tem para seu namorado, com letras sobre ser digna do amor de alguém por ser uma boa pessoa e ter instintos maternos.
Alguns críticos recomendaram a música por ser um destaque do álbum. No entanto, outros eram mais críticos em relação a sua composição e a produção da música, que, segundo eles, se assemelhava à "Eternal Flame" das Bangles e à "Penny Lane" dos Beatles. A música tornou-se um sucesso nas paradas, liderando as paradas de sete países, enquanto também ficou entre os dez melhores em vários países, incluindo os Estados Unidos.
O videoclipe de acompanhamento para a música foi dirigido pelo fotógrafo de moda Herb Ritts. Ele retrata a solidão de Shakira como uma musicista em turnê. Mostra o então namorado de Shakira, Antonio de la Rúa, cuja impopularidade na Argentina, levou à proibição de seus álbuns lá. Shakira promoveu a música em uma série de apresentações ao vivo em todo o mundo, também a cantou em suas turnês mundiais, Tour of the Mongoose (2002-2003), Oral Fixation Tour (2006-2007) e The Sun Comes Out World Tour (2010-2011).

## Antecedentes e lançamento
Depois de lançar seu primeiro álbum ao vivo MTV Unplugged (2000), que ganhou seu primeiro Grammy Award, Shakira expressou o desejo de entrar nos Estados Unidos e no mundo com músicas em inglês. Com a ajuda de um tutor pessoal, e depois de estudar as letras de Bob Dylan e a poesia de Walt Whitman, ela começou a escrever músicas em inglês "com um dicionário em uma mão e um dicionário de sinônimos no outro". Durante o processo de composição para Laundry Service, Shakira escreveu "Underneath Your Clothes" como uma música de amor para seu namorado Antonio de la Rúa. Ela explicou: "Se você verificar o assunto das minhas músicas, a maioria fala sobre minhas próprias experiências e sentimentos e o que eu estava realmente passando na minha vida". "Underneath Your Clothes" foi lançado para as estações de rádio dos EUA como o segundo single do álbum em fevereiro de 2002, enquanto o single físico foi lançado em maio de 2002.

## Composição e letras
"Underneath Your Clothes" tem letras de Shakira, e conta com a produção da cantora e Lester Mendez. Ambos arrumaram a faixa, enquanto Mendez também forneceu teclados e arranjos de horn, enquanto Shakira e Rita Quintero também servem com vocais de fundo. Foi gravado no The Hit Factory, Miami, Florida e no Compass Point Studios, Bahamas, enquanto estava sendo mixado e gravado no Crescent Moon Studios, Miami, Flórida. De acordo com a partitura publicada na MusicNotes.com pela Sony/ATV Music Publishing, "Underneath Your Clothes" está descrito na nota de Lá bemol maior, configurado em um ritmo moderadamente lento de 88 batimentos por minuto. A faixa vocal de Shakira abrange a nota baixa de Lá bemol maior, para a nota alta de Dó. A introdução segue a progressão de acordes de A ♭ -D ♭ -A ♭ -D ♭ -Fm, enquanto os versos seguem a progressão de acordes de Cm-D ♭ -E ♭ sus-E ♭.
Liricamente, a música é uma "mensagem" para a positividade que se gera quando se tem uma relação com uma boa pessoa,, com Shakira "desnudando mentalmente o homem, fantasiando sobre o "território" que ela afirma ser o seu próprio. Como observado por Chuck Taylor da Billboard, a música é "uma balada provocadora que encontra uma nova maneira de entregar uma mensagem de amor e devoção". "Debaixo de suas roupas / Há uma história sem fim / Existe o homem que escolhi / Esse é o meu território", ela canta. Durante a música, ela "se descreve repetidamente como uma boa garota, digna do amor de seu namorado e como uma mulher de instintos maternos muito desenvolvidos". Como observado por Alexis Petridis do The Guardian e Matt Cibula de PopMatters, a música tem "um arranjo de prato influenciado pelos The Bangles" e uma melodia da Eternal Flame das Bangles".

## Recepção da critica
"Underneath Your Clothes" recebeu críticas mistas dos críticos de música. Ao chamar a voz da cantora de "estranha", Chuck Taylor, da Billboard, escreveu que "trata-se de uma entrega delicada, feminina, perfeita para Jewel, com um canto determinado e resistente - certamente dá à canção uma borda de assinatura e múltiplas camadas que parece extrair algo novo com cada rotação sucessiva." Lisa Oliver do Yahoo! Music, comparou os vocais de Shakira aos da cantora Jewel. Ted Kessler do The Observer, observou que a música "pode ser um pouco pop-rock, mas é cantada por alguém com a variedade de uma diva da ópera". Alex Henderson da Allmusic, escolheu a música como um destaque do álbum, enquanto Robert Christgau escreveu que suas letras têm um lado "malvado, carnal e sem hesitação feminina". Matt Cibula do PopMatters, disse que "poderia ter sido uma grande coisa, simples, graciosa, leve, mas se tornou uma bagunça maldita", citando os "toques" no início, a influência de "Eternal Flame" das Bangles e as trombetas de "Penny Lane" ao final", como exemplos. Cibula chamou isso "de uma música potencialmente legal [que] foi inventado fora da existência." Frank Kogan do The Village Voice criticou as letras, chamando-a de uma música "sem novas idéias sobre o assunto".

### Elogios
"Underneath Your Clothes" está listado no número 391 na lista de "The 500 Greatest Songs Since You Was Born" da Blender. Bill Lamb do About.com, escolheu a música no número quatro em seu "Top 10 Shakira Pop Songs", enquanto Robert Copsey da Digital Spy, colocou a música no número 3 na lista de "melhores músicas de Shakira", escrevendo que "continua a ser a melhor balada de Shakira, pelo mero fato de que ainda podemos nos lembrar de todos os mundos até hoje". O site Latin Post, classificou-a como seu oitavo maior sucesso, chamando-o de" uma balada poderosa". A música entrou na lista da Billboard, de seus Maiores Hits no número 5.

## Desempenho comercial
A canção foi comercialmente bem-sucedida e chegou ao topo das paradas na Austrália, Áustria e na Bélgica, sendo certificado de platina nos três países. Na Austrália, a música estreou no número 2, atingindo duas semanas depois no topo das paradas, enquanto passava 20 semanas dentro das paradas da ARIA. Na Áustria, "Underneath Your Clothes" estreou no número dois, permanecendo por três semanas consecutivas na posição, antes de se mudar para o topo na semana seguinte. A música encabeçou as paradas da Hungria, Irlanda e Países Baixos. Em outros países, a música experimentou sucesso comercial, atingindo o número dois na França, na Alemanha, na Nova Zelândia, na Noruega e na Suíça.
Em outros países, tornou-se um top cinco ou um sucesso de dez. Nos Estados Unidos, "Underneath Your Clothes" entrou nas paradas no número 70 de março de 2002. Na quarta semana, a música entrou no top-quarenta no número 33, enquanto cravava as vinte e duas semanas depois. A música finalmente alcançou o número 9, sobre a questão datada de 18 de maio de 2002. No Reino Unido, alcançou o número três, tornando-se seu segundo consecutivo single top-três. Ele foi inserido "Eurochart Hot 100 Singles of 2002" no número 5, enquanto seu outro single "Whenever Wherever" foi colocado no número 2.

## Videoclipe

Shakira e ex-namorado Antonio de la Rúa no videoclipe. Sua aparição no clipe causou controvérsia na Argentina.

### Antecedentes e enredo
O videoclipe de "Underneath Your Clothes" foi dirigido pelo fotógrafo americano Herb Ritts e foi o segundo a último que ele dirigiu antes de sua morte. Começa com uma cena em preto e branco de um repórter perguntando a Shakira como ela se sente sobre está entrando o mercado de música de língua inglesa, e a cantora, ironicamente, responde em espanhol. Shakira afirmou em sua "MTV Making the Video" da música, que o "crossover" foi seu alimento diário e que ela desejava muito que isso fosse incluído no clipe. O vídeo ilustra sua solidão como artista musical, durante os bastidores da suas turnês. Então, as cenas da cantora cantando a música ao vivo com sua banda e abraçando apaixonadamente seu namorado (interpretado por seu namorado até na vida real Antonio de la Rúa), são mostradas.

### Recepção
A aparição de Antonio de la Rúa no clipe levou a cadeia de música Tower Records a proibir as vendas dos álbuns da cantora no país. A razão por trás da proibição era que o pai de de la Rua, Fernando de la Rúa, que era o presidente da Argentina naquela época, havia se demitido "no meio de uma profunda crise econômica e política no país" e a decisão de proibir as vendas dos álbuns de Shakira, foi um "protesto direto contra Antonio De la Rua e não á Shakira".

## Performances ao vivo
Para promover o single, Shakira passou para vários lugares. Ela cantou a faixa do CD dos programas de televisão: CD:UK , Domingo Legal, Hebe, Late Show with David Letterman, TRL e no evento de 2002 Party in the Park em Hyde Park, entre outros. A edição limitada do álbum intitulada Laundry Service: Washed & Dried (2002), apresentou uma versão acústica da música como uma faixa bônus. Ela realizou uma versão acústica da música no VH1 Divas Live in Las Vegas (2002). O segundo álbum ao vivo da cantora, Live & off the Record (2004), apresentou uma versão ao vivo da música realizada durante um show de 22 de abril de 2003 em Roterdão, Países Baixos, que fazia parte da Tour of the Mongoose (2002–2003). Shakira cantou a música ao vivo nos concertos para sua Oral Fixation Tour (2006–2007) e The Sun Comes Out World Tour (2010-2011), no entanto, a música não estava na lista dos shows espanhóis e latino-americanos. As apresentações foram incluídas na Oral Fixation Tour e Live & off the Record, respectivamente. Shakira apresentou uma versão da música em piano, no "Ein Herz für Kinder" e "Clinton Global Initiative", com apenas vocais e piano, e excluiu a segunda metade da música.

## Faixas
| CD maxi 1. "Underneath Your Clothes" (Versão do álbum) — 3:44 2. "Underneath Your Clothes" (Versão acústica) — 3:55 3. "Underneath Your Clothes" (Mendez club rádio edit) — 3:24 4. "Underneath Your Clothes" (Thunderpuss club mix) — 6:52 5. "Underneath Your Clothes" (videoclipe) | CD single 1. "Underneath Your Clothes" (Versão do álbum) — 3:44 2. "Underneath Your Clothes" (Versão acústica) — 3:55 |  |

## Desempenho nas tabelas musicais
| Chart (2002)                                   | Maior posição |
| ---------------------------------------------- | ------------- |
| O campo songid é OBRIGATÓRIO PARA PARADA ALEMÃ | 2             |
| Austrália (ARIA)                               | 1             |
| Áustria (Ö3 Austria Top 75)                    | 1             |
| Bélgica (Ultratop 50 de Flandres)              | 1             |
| Bélgica (Ultratop 50 da Valônia)               | 7             |
| Canadá (Canadian Hot 100)                      | 11            |
| Dinamarca (Hitlisten)                          | 4             |
| Estados Unidos (Billboard Adult Top 40)        | 25            |
| Estados Unidos (Billboard Dance Club Songs)    | 5             |
| Estados Unidos (Billboard Hot 100)             | 9             |
| Estados Unidos (Billboard Latin Pop Airplay)   | 40            |
| Estados Unidos (Billboard Mainstream Top 40)   | 4             |
| Estados Unidos (Billboard Rhythmic)            | 39            |
| Finlândia (Suomen virallinen lista)            | 8             |
| França (SNEP)                                  | 2             |
| Grécia (IFPI)                                  | 6             |
| Hungria (Rádiós Top 40)                        | 9             |
| Hungria (Single Top 40)                        | 1             |
| Irlanda (IRMA)                                 | 1             |
| Itália (FIMI)                                  | 3             |
| Nova Zelândia (Recorded Music NZ)              | 2             |
| Noruega (VG-lista)                             | 2             |
| Países Baixos (Single Top 100)                 | 1             |
| Polônia (Polish Singles Chart)                 | 2             |
| Portugal (Portuguese Singles Chart)            | 1             |
| Reino Unido (UK Singles Chart)                 | 3             |
| Romênia (Romanian Top 100)                     | 8             |
| Suécia (Sverigetopplistan)                     | 3             |
| Suíça (Schweizer Hitparade)                    | 2             |

| Chart (2002)                               | Posição |
| ------------------------------------------ | ------- |
| Alemanha (German Singles Chart)            | 8       |
| Austrália (Australian Singles Chart)       | 12      |
| Áustria (Austrian Singles Chart)           | 7       |
| Bélgica (Belgian (Flanders) Singles Chart) | 5       |
| Bélgica (Belgian (Wallonia) Singles Chart) | 18      |
| EUA (Billboard Hot 100)                    | 66      |
| França (French Singles Chart)              | 29      |
| Irlanda (Irish Singles Chart)              | 13      |
| Itália (Italian Singles Chart)             | 30      |
| Nova Zelândia (New Zealand Singles Chart)  | 14      |
| Países Baixos (Dutch Top 40)               | 15      |
| Reino Unido (UK Singles Chart)             | 41      |
| Suécia (Swedish Singles Chart)             | 12      |
| Suíça (Swiss Singles Chart)                | 4       |

| (2000–2009)                      | Posição |
| -------------------------------- | ------- |
| Alemanha (German Singles Chart)  | 88      |
| Áustria (Austrian Singles Chart) | 44      |
| Países Baixos (Dutch Top 40)     | 72      |

## Vendas e certificações
| Região                                                                                             | Certificação | Vendas   |
| -------------------------------------------------------------------------------------------------- | ------------ | -------- |
| Alemanha (BVMI)                                                                                    | Ouro         | 250,000^ |
| Austrália (ARIA)                                                                                   | 2× Platina   | 140,000^ |
| Áustria (IFPI Áustria)                                                                             | Platina      | 30,000*  |
| Bélgica (BEA)                                                                                      | Platina      | 50,000*  |
| França (SNEP)                                                                                      | Ouro         | 263,000  |
| Reino Unido (BPI)                                                                                  | Prata        | 200,000  |
| Suíça (IFPI Suíça)                                                                                 | Platina      | 40,000^  |
| *números de vendas baseados somente na certificação ^distribuições baseadas apenas na certificação |              |          |